# 1008

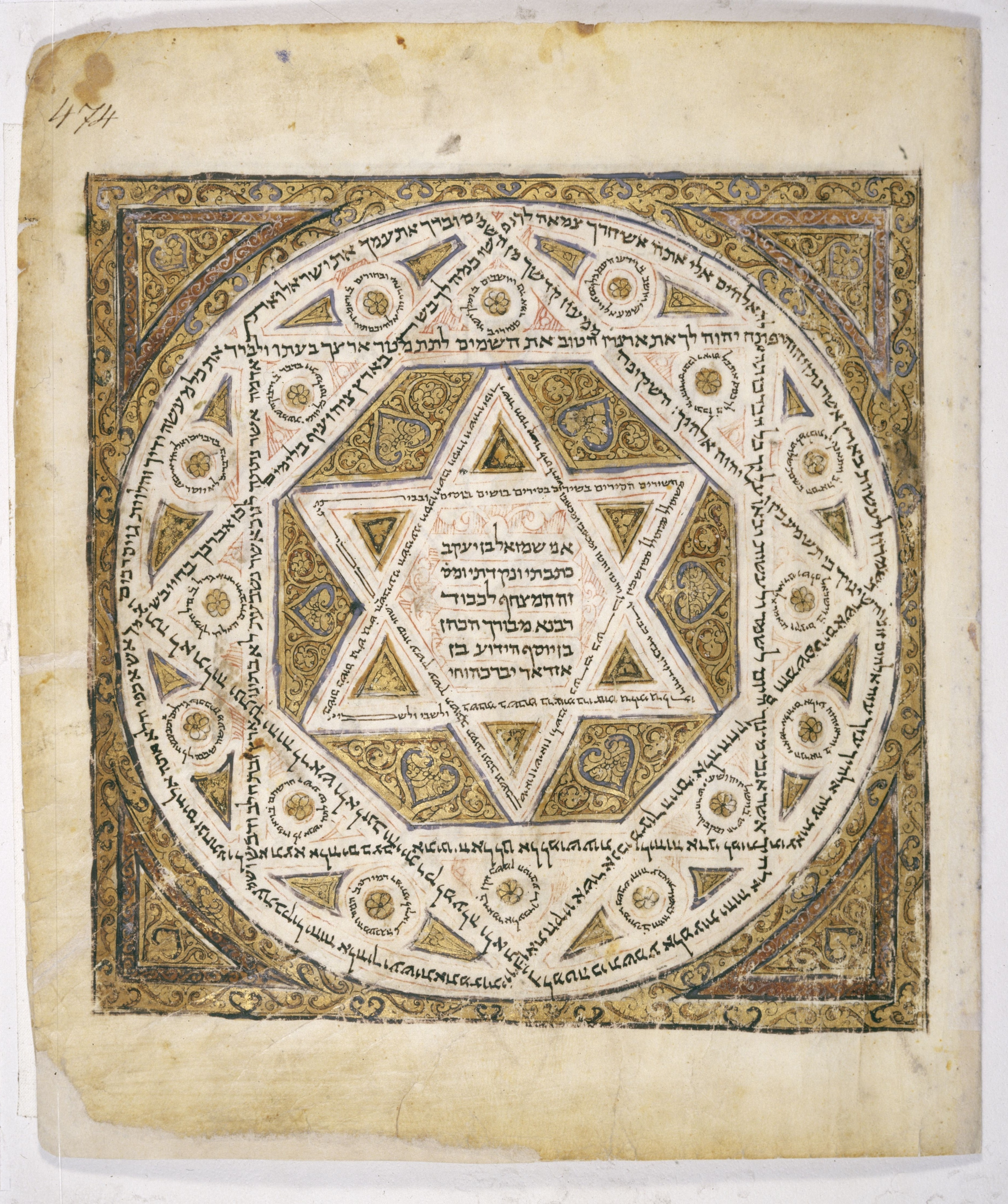
Omslag van de Codex Leningradensis.

Het jaar 1008 is het 8e jaar in de 11e eeuw volgens de christelijke jaartelling.

## Gebeurtenissen

### Europa
- Olaf Haraldsson, toekomstige koning van Noorwegen, voert een plundertocht uit in de Baltische Zee. Hij landt op het Estische eiland Saaremaa, wint daar een veldslag en dwingt de inwoners tribuut te betalen. Olaf voert later een plundertocht uit aan de zuidkust van Finland, maar wordt in een hinderlaag gelokt en gedwongen zich terug te trekken naar Noorwegen. (waarschijnlijke datum)

### Engeland
- Koning Ethelred II ("de Onberadene") geeft opdracht tot de bouw van een nieuwe vloot oorlogsschepen, georganiseerd op nationale schaal. Het is een enorme onderneming, maar het jaar daarop wordt de vloot voltooid. In de haven van Sandwich worden ongeveer 300 oorlogsschepen gebouwd. Het ontwerp van de schepen verschilt niet veel van Vikingschepen, behalve dat ze een hoger centraal dekplatform hebben.[1]

### Afrika
- Kalief Al-Hakim bi-Amr Allah stuurt een delegatie naar het hof van keizer Zhenzong van de Song-dynastie om de handelsbetrekkingen tussen het kalifaat van de Fatimiden en China te herstellen. (waarschijnlijke datum)

### Azië
- Koning Bagrat III verenigt de vorstendommen van oost- en west-Georgië in één staat op de Kaukasus. Hij wordt gedwongen het grootste deel van Tao af te staan aan het Byzantijnse Rijk, dat tracht heel Georgië binnen zijn invloedssfeer te brengen.[2]

### Religie
- Herfst - Bruno van Querfurt, een Duitse missionaris en aartsbisschop, vertrekt met 18 metgezellen op een missie om het christendom onder de Pruisische bevolking te verspreiden.[3]
- De Codex Leningradensis, het oudste nog bestaande handschrift van de Masoretische tekst van het Oude Testament, wordt geschreven.
- Koning Olaf II (Skötkonung) van Zweden wordt gedoopt en doet genereuze schenkingen aan de kerk.

## Geboren
- 4 mei - Hendrik I, koning van Frankrijk (overleden 1060)
- 12 oktober - Go-Ichijo, keizer van Japan (overleden 1036)
- Anselmus van Luik, Belgisch kroniekschrijver (overleden 1056)
- Gozelo II, hertog van Neder-Lotharingen (overleden 1046)

## Overleden
- 17 maart - Kazan (39), keizer van Japan (r. 984 - 986)
- 7 april - Liudolf, aartsbisschop van Trier (r. 994 - 1008)
- 10 april - Notger (78), bisschop van Luik (r. 971 - 1008)
- 25 mei - Mathilde van Saksen, gravin van Vlaanderen
- 20 november - Godfried I, Frans edelman en hertog